# 9024 Gunnargraps
9024 Gunnargraps este o planetă minoră (asteroid), cu un diametru de 2,628 km, din centura de asteroizi. A fost descoperită pe 5 septembrie 1988 la Observatorul La Silla de Henri Debehogne și a fost numită după Gunnar Graps⁠(d). 
Obiectul prezintă o orbită caracterizată de o semiaxă mare de 2,2505917 UAi, o excentricitate de 0,17, o înclinație de 2,52049 ° în raport cu ecliptica.